# Сафа, Пеями
Пеями Сафа (2 апреля 1899, Стамбул, Османская империя — 15 июня 1961, Стамбул, Турция) — турецкий писатель-романист, переводчик и педагог. Также известен своими работами в области журналистики и взглядами на общественную жизнь.

## Биография
Родился в семье поэта Исмаила Сафа. После смерти отца в ссылке в Сивасе он осиротел в 1901 году в возрасте 2 лет и был известен как «Сиротка-Сафа». У него было тяжелое заболевание костей в возрасте от 8 до 17 лет. Врачи хотели ампутировать ему ногу, но Пеями не позволил. О тех днях рассказывает авторский роман «Девятая хирургическая палата». Из-за болезни и войны он не смог продолжить образование, заботясь о матери.
Начал работать в типографии «Кетеон». Позже он преподавал в Школе Союза Лидерства. Проработав в школе четыре года, Пеями преподавал и выучил французский язык. Он упомянул некоторые моменты из этого этапа моей жизни в «Мы люди».
В 1918 году по просьбе брата Ильхами Сафа бросил преподавание и начал писать рассказы в рубрике «Истории века» в вечерней газете «XX век».
Хотя он сначала написал эти рассказы анонимно, Пеями Сафа, который позже использовал псевдоним «Сарвар Бади», в 1921 году перешёл в «Сон Телеграф», а оттуда в газету «Тасвири-афкар». Покидая эту газету, он до 1940 года публиковал статьи, анекдоты, рассказы и романы по частям в газете «Джумхуриет». Пеями Сафа, писавший в 1950-х годах для различных журналов и газет, включая Milliyet, переехал в Сон Хавадис в 1961 году.
Потрясённый смертью своего сына Мерве, который служил в армии в Эрзуруме, Пеями умер через несколько месяцев в Стамбуле в доме друга.

## Литературное творчество
Распространял материалистические взгляды в своих первых романах, в 1931 году опубликовал полуавтобиографический роман «Девятая хирургическая палата» о состоянии пациента. После Второй мировой войны обратился к мистицизму со своим романом «Стул Матмазеля Норалии» (1949).
Пеями Сафа впервые использовал псевдоним «Сарвар Бади», который использовал его брат Ибрагим Сафа и имя своей матери в своих книгах, чтобы заработать деньги, и написал много романов под этим псевдонимом. Самыми известными из них были приключенческие романы c персонажем Ченгизом Рекаи.
Пеями Сафа также основал такие журналы «Неделя», «Неделя культуры» (1936, выпуск 21) и «Турецкая мысль» (1953—1960, выпуск 63).